# 466
Het jaar 466 is het 66e jaar in de 5e eeuw volgens de christelijke jaartelling.

## Gebeurtenissen

### Klein-Azië
- Keizer Leo I weet in Dacië (huidige Roemenië) een invasie van de Hunnen af te slaan. Dengizich, een van de zonen van Attila de Hun, voert op de Balkan een plunderveldtocht en bedreigt Constantinopel. Vanwege versterkte stadsmuren wordt een belegering afgeslagen.
- Tarasicodissa, legerofficier uit Isaurië (Turkije), trouwt met de 16-jarige Ariadne (oudste dochter van Leo I).
- Tatianus wordt gezamenlijk met Leo I gekozen tot consul van het Oost-Romeinse Rijk.

### Europa
- Theodorik II wordt door zijn jongere broer Eurik vermoord en die volgt hem op als koning van de Visigoten. Hij verovert tijdens zijn bewind Hispania en vormt een bondgenootschap met de Sueben.

### Egypte
- Het vroegchristelijke Witte Klooster nabij Suhaj bevat 2200 monniken en 1800 nonnen.

### Syrië
- Julianus wordt gekozen tot patriarch van Antiochië.

### China
- Xian Wendi (r. 466-471) bestijgt de troon als keizer van het Chinese Keizerrijk.

## Geboren
- Arthur, mythische koning van de Britten (waarschijnlijke datum)

## Overleden
- Schenudi van Atripe, anti-heidens activist
- Theoderik II, koning van de Visigoten